# Fångö

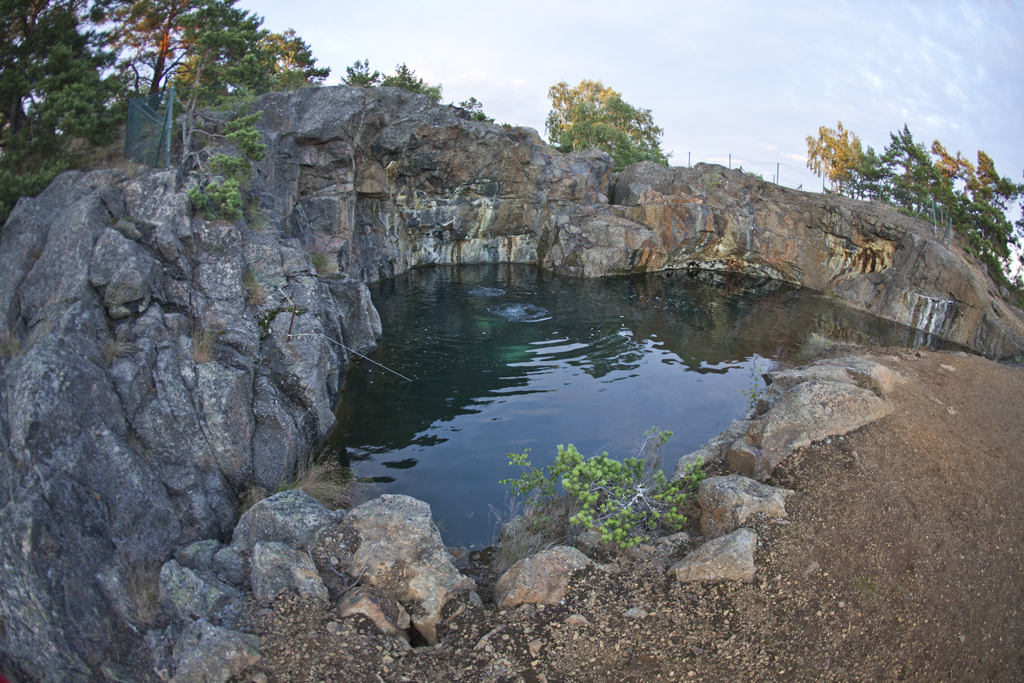
Gruvans huvudingång, juli 2012.

Fångö är en ö i Gryts skärgård, Gryts socken, Valdemarsviks kommun, belägen cirka fyra kilometer från fastlandet. Ön har en yta av 4,36 kvadratkilometer.
På ön som hör till de större öarna i området, bedrevs på 1800-talet gruvdrift. Öns namn är mycket äldre än gruvnäringen och kommer av ordet fångst och inte av att ryska krigsfångar skulle ha använts som arbetskraft i gruvan, vilket är en spridd, folklig föreställning.
En gård finns dokumenterad på Fångö första gången 1543, men bebyggelsen kan vara äldre. 1754 bodde sju familjer på ön. Laga skifte genomfördes 1856-1857. Koppargruvan på Fångö var i drift 1821-1874 under gruvans blomstringstid bodde omkring 200 personer på ön.

## Gruvan
Fångö koppargruva är belägen på östra sidan av Fångö i Gryts skärgård, Valdemarsviks kommun. På den så kallade Gruvholmen eller Ingelsfjärdsholmen som den egentligen heter, finns sex inhägnade schakt som förefaller ganska branta. Samtliga är vattenfyllda och det största brottet är ca 10 x 4 m stort. De är belägna inom ett ganska litet område, ca 50 x 50 m. Storgruvan med sina 144 m är det djupaste av gruvhålen. Fyndigheten upptäcktes vid provbrytning 1821. Året därpå bröt man 200 skeppund (= 34 ton). Brytningen tog fart kring 1830 och pågick till 1874 med storhetstiden på 1850-60-talen, då man årligen tog ut 800 - 900 skeppund malm (ca 135 - 150 ton), då verksamheten lades ner på grund av dålig lönsamhet. En orsak var att saltvatten trängde in i gruvan. Under storhetstiden i mitten av 1800-talet, levde cirka 200 personer på ön. Gruvan var som mest 144 meter djup och sysselsatte under storhetstiden 55 ordinarie och 60 extra gruvarbetare, samt kvinnor och barn som var i arbete ovan jord. Man bodde i enkla stugor på gruvområdet. I början drevs gruvans dräneringspumpar av oxar. 1858 moderniserades driften då en 10 hk ångmaskin övertog torrläggningsarbetet. All malm skeppades från början till Gottenviks kopparverk cirka 32 kilometer norrut, men med den ökande brytningen skeppades malmen bland annat till Elbkupferwerk i Hamburg. 1830 grundades Valdemarsviks kopparverk som övertog produktionen. 1845 köptes gruvan upp av Baroniet Adelswärd på Adelsnäs i Åtvidaberg.
Det finns många spår efter kopparbrytningen på ön: förutom de djupa gruvschakten även husgrunder och rester av uppfordringsverk. Likaså ca 75 000 kubikmeter gruvavfall (gråberg och sulfid) finns spritt över ett 14 500 kvadratmeter stort område. Den främsta föroreningen kopplad till gruvavfallet på Fångö är koppar, vilket enligt MIFO-modellen har hög farlighet. Föroreningsnivån i avfallet, jord och sediment med avseende på koppar är stor eller mycket stor. Även vattnet i viken är tydligt påverkat av koppar. Metaller kommer att lakas ur avfallet ytterligare flera hundra år. Spridningsförutsättningar till omgivande mark och vatten är mycket stora.

## Fångö i medierna

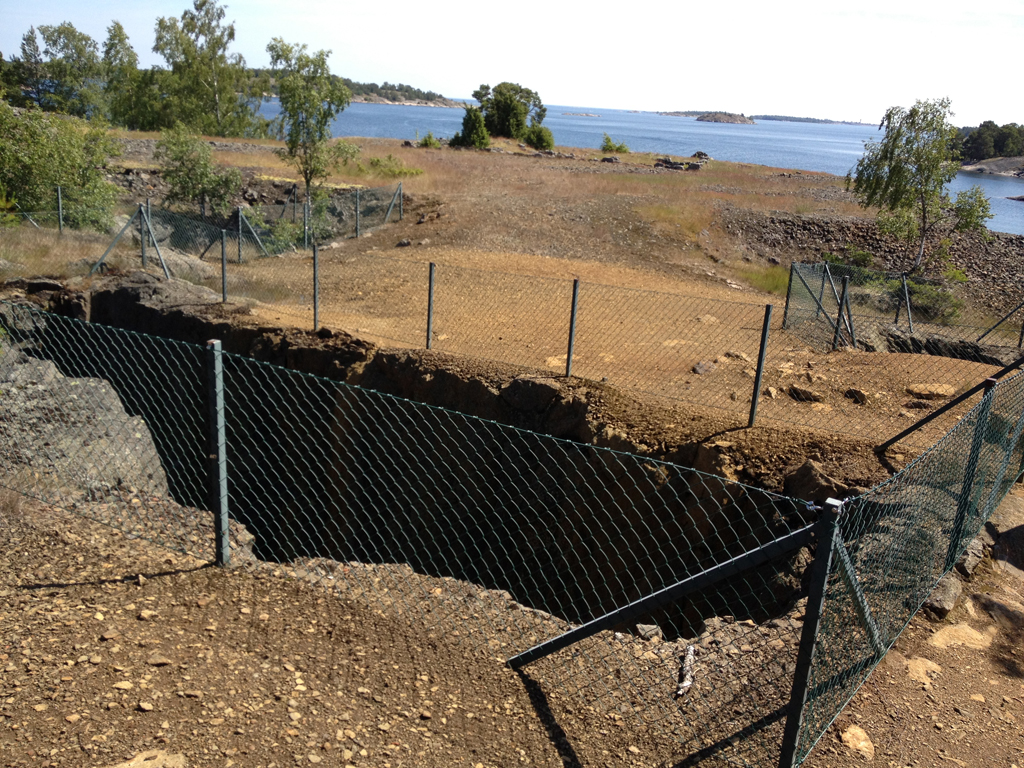
Mindre ingångar, juni 2012.

- TV-mannen Lars-Thure Ljungdahl gjorde 2010 en dokumentärfilm om skärgårdsbon Alsing Svensson, 85 år från Fångö.[6]. Filmen visades bland annat på Valdemarsviks biograf.
- På 1990-talet genomförde ett dykteam från Baltic Sea Technical Divers (BSTD) Skandinaviens då djupaste dyk i overhead-miljö i Storgruvan till 92 meter.[källa behövs]